# Anisomysis hawaiiensis
Anisomysis hawaiiensis är en kräftdjursart som beskrevs av Murano 1995. Anisomysis hawaiiensis ingår i släktet Anisomysis och familjen Mysidae. Inga underarter finns listade i Catalogue of Life.